# Atletismo nos Jogos Mundiais Militares de 2011 - 10000 m masculino
A disputa dos 10000 metros rasos masculino nos Jogos Mundiais Militares de 2011 foi realizada nos dias 20 e 21 de julho no Estádio Olímpico João Havelange.

## Medalhistas
| Ouro   | KEN Menjo Kiprono     |
| Prata  | BRN Ali Hasan Mahboob |
| Bronze | KEN Kimutai Kiplimo   |

## Semifinais

### Semifinal 1
| Pos. | Atleta                       | Tempo    | Notas                |
| ---- | ---------------------------- | -------- | -------------------- |
| 1    | BDI Gahungu Gerárd           | 29:58.05 | Q                    |
| 2    | KEN Menjo Kiprono            | 29:58.37 | Q                    |
| 3    | MAR El Bannouri Mourad       | 29:59.03 | Q                    |
| 4    | TAN Arnold Kangoi            | 30:30.34 | Q                    |
| 5    | FRA Abel Ndemi               | 30:13.13 | Q                    |
| 6    | ALG Khoudir Aggoune          | 30:17.94 | Q                    |
| 7    | SUI Christian Kreienbuehl    | 30:22.71 | Q                    |
| 8    | ZIM Millen Matende           | 30:33.51 | Q                    |
| 9    | ERI Samsom Gashazghi         | 30:38.02 | q                    |
| 10   | GER Richard Friedrich        | 30:38.15 | q                    |
| 11   | USA Sean Houseworth          | 30:52.98 | q                    |
| 12   | TUN Lakhdar Hacheni          | 31:19.43 |                      |
| 13   | ECU Byron Gutiérrez Cumbajín | 31:52.67 |                      |
| 14   | ANG Januário Massuete        | 32:08.72 |                      |
| 15   | LIB Omar Isse                | 32:15.82 |                      |
| 16   | SUR Syveryo Simison          | 34:32.59 | Recorde da temporada |
| —    | CAN Ryan McKeinze            | DNF      |                      |
| —    | URU Ernesto Zamora           | DNF      |                      |
| —    | CHN Zhao Ran                 | DNF      |                      |

### Semifinal 2
| Pos. | Atleta                            | Tempo    | Notas |
| ---- | --------------------------------- | -------- | ----- |
| 1    | BHR Ali Hasan Mahboob             | 29:47.77 | Q     |
| 2    | KEN Kimutai Kiplimo               | 29:47.94 | Q     |
| 3    | TAN Ezequiel Ngimba               | 29:48.29 | Q     |
| 4    | ERI Nguse Tesfaldet               | 29:51.36 | Q     |
| 5    | BDI Naiho Vianney                 | 29:55.83 | Q     |
| 6    | MAR Bailim Beloua                 | 30:18.71 | Q     |
| 7    | NOR Oysten Sylta                  | 30:46.18 | Q     |
| 8    | FRA Lariouch Fouad                | 30:57.25 | Q     |
| 9    | USA Daniel Browne                 | 31:07.16 | q     |
| 10   | COL Javier Andrés Pena Cabrera    | 31:10.80 |       |
| 11   | SUI Adrian Lehmann                | 31:43.13 |       |
| 12   | ECU Manuel Gustavo Canar Sandoval | 31:43.36 |       |
| 13   | CHI Patricio Contreras            | 32:14.99 |       |
| 14   | URU Pablo Guardiol                | 32:37.14 |       |
| 15   | CAN Matthew Setlack               | 32:41.41 |       |
| 16   | ANG Henriques Martins             | 35:14.87 |       |
| 17   | MTN Cherif Ahmed Ould Taleb       | 35:32.60 |       |
| —    | SRI Ajith Bandarda                | DNS      |       |
| —    | SUR Carlos Felixdaal              | DNS      |       |

## Final
| Pos.              | Atleta                    | Tempo    | Notas                |
| ----------------- | ------------------------- | -------- | -------------------- |
| Medalha de ouro   | KEN Menjo Kiprono         | 28:36.42 |                      |
| Medalha de prata  | BHR Ali Hasan Mahboob     | 28:37.08 |                      |
| Medalha de bronze | KEN Kimutai Kiplimo       | 28:45.27 |                      |
| 4                 | ERI Nguse Tesfaldet       | 29:05.26 |                      |
| 5                 | BDI Gahungu Gerárd        | 29:07.90 | Recorde da temporada |
| 6                 | MAR El Bannouri Mourad    | 29:24.92 |                      |
| 7                 | TAN Ezequiel Ngimba       | 29:30.57 |                      |
| 8                 | TAN Arnold Kangoi         | 29:36.40 |                      |
| 9                 | BDI Naiho Vianney         | 29:41.41 |                      |
| 10                | FRA Abel Ndemi            | 29:43.78 |                      |
| 11                | ALG Khoudir Aggoune       | 29:52.71 |                      |
| 12                | GER Richard Friedrich     | 30:13.26 |                      |
| 13                | ZIM Millen Matende        | 30:16.67 |                      |
| 14                | SUI Christian Kreienbuehl | 30:20.35 |                      |
| 15                | USA Sean Houseworth       | 30:25.14 |                      |
| 16                | NOR Oysten Sylta          | 30:32.64 |                      |
| —                 | MAR Brahim Beloua         | DNF      |                      |
| —                 | FRA Lariouch Fouad        | DNF      |                      |
| —                 | USA Daniel Browne         | DNS      |                      |
| —                 | ERI Samsom Gashazghi      | DNS      |                      |

Legenda
| Recorde mundial      | Recorde mundial (World record)               |                       | Recorde africano                      | Recorde africano (African) |                                           | Q | Classificado por posição (Qualified) |
| Recorde militar      | Recorde dos Jogos Mundiais Militares         | Recorde da América    | Recorde da América (Americas)         | q                          | Classificado por melhor tempo (Qualified) |   |                                      |
| Melhor marca do ano  | Melhor marca do ano (World leading)          | Recorde asiático      | Recorde asiático (Asian)              | DNS                        | Não largou (Did not start)                |   |                                      |
| Recorde nacional     | Recorde nacional (National record)           | Recorde europeu       | Recorde europeu (European)            | DNF                        | Não terminou (Did not finish)             |   |                                      |
| Recorde pessoal      | Recorde pessoal do atleta (Personal best)    | Recorde da Oceania    | Recorde da Oceania (Oceania)          | DSQ / DQ                   | Desclassificado (Disqualified)            |   |                                      |
| Recorde da temporada | Recorde da temporada do atleta (Season best) | Recorde sul-americano | Recorde sul-americano (South America) | NM                         | Sem marca (No mark)                       |   |                                      |